# Unterseeboot 561
L'Unterseeboot 561 ou U-561 est un sous-marin allemand (U-Boot) de type VIIC utilisé par la Kriegsmarine pendant la Seconde Guerre mondiale.
Le sous-marin fut commandé le 16 octobre 1939 à Hambourg (Blohm & Voss), sa quille fut posée le 28 février 1940, il fut lancé le 23 janvier 1941 et mis en service le 13 mars 1941, sous le commandement du Kapitänleutnant Robert Bartels (Croix allemande en Or).
Il fut coulé en juillet 1943 dans le détroit de Messine, en Sicile, par le torpilleur britannique MTB 81.

## Conception
Unterseeboot type VII, l'U-561 avait un déplacement de 769 tonnes en surface et 871 tonnes en plongée. Il avait une longueur totale de 67,10 m, un maître-bau de 6,20 m, une hauteur de 9,60 m et un tirant d'eau de 4,74 m. Le sous-marin était propulsé par deux hélices de 1,23 m, deux moteurs diesel Germaniawerft M6V 40/46 de 6 cylindres en ligne de 1 400 cv à 470 tr/min, produisant un total de 2 060 à 2 350 kW en surface et de deux moteurs électriques BBC GG UB 720/8 de 375 cv à 295 tr/min, produisant un total 550 kW, en plongée. Le sous-marin avait une vitesse en surface de 17,7 nœuds (32,8 km/h) et une vitesse de 7,6 nœuds (14,1 km/h) en plongée. Immergé, il avait un rayon d'action de 80 milles marins (150 km) à 4 nœuds (7,4 km/h; 4,6 milles par heure) et pouvait atteindre une profondeur de 230 m. En surface son rayon d'action était de 8 500 milles nautiques (soit 15 700 km) à 10 nœuds (19 km/h). 
L'U-561 était équipé de cinq tubes lance-torpilles de 53,3 cm (quatre montés à l'avant et un à l'arrière) qui contenait quatorze torpilles. Il était équipé d'un canon de 8,8 cm SK C/35 (220 coups) et d'un canon antiaérien de 20 mm Flak. Il pouvait transporter 26 mines TMA ou 39 mines TMB. Son équipage comprenait 4 officiers et 40 à 56 sous-mariniers.

## Historique
Il passe son temps d'entraînement à la 1. Unterseebootsflottille jusqu'au 1er mai 1941, puis il intégra sa formation de combat dans cette même flottille et finira sa carrière dans la 23. Unterseebootsflottille à partir du 1er février 1942.
Les trois première patrouilles se passèrent dans l'Atlantique Nord. Il coule 10 415 tonneaux de navires ennemis. 
Au cours de juillet 1941, l'U-561 attaque, avec neuf autres U-Boote allemands et un sous-marin italien, le convoi OG-69 en route de Liverpool à Gibraltar. Il torpille et coule le cargo britannique Wrotham du convoi. 
Lors de sa quatrième patrouille du 3 au 22 janvier 1942, il reçut l'ordre d'aller en Méditerranée, pour remplacer les U-Boote détruits. L'U-73 et l'U-572 reçurent le même ordre. Le submersible passe le détroit de Gibraltar le 15 janvier 1942 et arrive à Messine une semaine plus tard.
Le 14 mai 1942, le champ de mines mis en place par l'U-561 à l'embouchure du canal de Suez, entraîne le naufrage du Mount Olympus (6 692 tonnes), l'endommagement du Hav (5 062 tonnes) et celui du Fred (4 043 tonnes).
Le 15 juillet 1942, il est attaqué à deux reprises par un B-24 Liberator de la No. 159 Squadron RAF (en). Une première fois à 22 h 7, l'équipage de l'U-Boot mitrailla l'avion sans toutefois le toucher. Le B-24 passa au-dessus de l'U-561 sans larguer de bombe (sans doute en raison d'une panne). Craignant une deuxième passe, l'U-Boot plongea immédiatement. L'avion revint de nouveau à 23 h 15, mais cette fois-ci les Allemands le touchent au but avec leur canon de pont de 20 mm. Ils voient l'avion en flammes s'abîmer en mer. Les sept hommes du Liberator meurent sur le coup.
Lors de sa neuvième patrouille, l’U-561 envoya par le fond le Sphinx (39 tonnes), le 24 septembre 1942.
Il est coulé le 12 juillet 1943, par des torpilles tirées de la vedette-torpilleur MTB-81 de la Royal Navy à la position 38° 16′ N, 15° 39′ E, dans le détroit de Messine.
42 des 47 membres d'équipage sont morts dans cette attaque.

## Affectations
- 1. Unterseebootsflottille du 13 mars 1941 au 1er juin 1941 (Période de formation).
- 1. Unterseebootsflottille du 1er juin 1941 au 31 janvier 1942 (Unité combattante).
- 23. Unterseebootsflottille du 1er février 1941 au 12 juillet 1943 (Unité combattante).

## Commandement
- Kapitänleutnant Robert Bartels du 13 mars 1941 au 5 septembre 1942 (Croix de chevalier).
- Kapitänleutnant Heinz Schomburg du 5 septembre 1942 au 18 juin 1943.
- Oberleutnant zur See Fritz Henning du 19 juin 1943 au 12 juillet 1943 (Croix de chevalier).

## Patrouilles
|       | Commandant             | Départ            | Départ    | Arrivée           | Arrivée   | Jours     | Succès   |
| ----- | ---------------------- | ----------------- | --------- | ----------------- | --------- | --------- | -------- |
| 1     | Oblt. Robert Bartels   | 25 mai 1941       | Kiel      | 1er août 1941     | Brest     | 69 jours  | 1 884    |
| 2     | Oblt. Robert Bartels   | 20 août 1941      | Brest     | 20 septembre 1941 | Lorient   | 32 jours  |          |
| 3     | Oblt. Robert Bartels   | 1er novembre 1941 | Lorient   | 26 novembre 1941  | Brest     | 26 jours  | 8 531    |
| 4     | Oblt. Robert Bartels   | 3 janvier 1942    | Brest     | 22 janvier 1942   | Messine   | 20 jours  |          |
| 5     | Oblt. Robert Bartels   | 26 janvier 1942   | Messine   | 20 février 1942   | Pola      | 26 jours  |          |
| 6     | Kptlt. Robert Bartels  | 4 avril 1942      | Pola      | 5 mai 1942        | Pola      | 32 jours  | 15 797   |
| 7     | Kptlt. Robert Bartels  | 11 juin 1942      | Pola      | 25 juin 1942      | Messine   | 15 jours  |          |
| 8     | Kptlt. Robert Bartels  | 2 juillet 1942    | Messine   | 24 juillet 1942   | La Spezia | 23 jours  |          |
|       | Oblt. Heinz Schomburg  | 9 septembre 1942  | La Spezia | 11 septembre 1942 | Messine   | 3 jours   |          |
| 9     | Oblt. Heinz Schomburg  | 12 septembre 1942 | Messine   | 4 octobre 1942    | La Spezia | 23 jours  | 39       |
| 10    | Kptlt. Heinz Schomburg | 7 novembre 1942   | La Spezia | 14 novembre 1942  | La Spezia | 8 jours   |          |
| 11    | Kptlt. Heinz Schomburg | 25 novembre 1942  | La Spezia | 18 décembre 1942  | Messine   | 24 jours  |          |
| 12    | Kptlt. Heinz Schomburg | 23 décembre 1942  | Messine   | 15 janvier 1943   | Pola      | 24 jours  |          |
| 13    | Kptlt. Heinz Schomburg | 11 mars 1943      | Pola      | 28 mars 1943      | Toulon    | 18 jours  |          |
| 14    | Kptlt. Heinz Schomburg | 22 avril 1943     | Toulon    | 3 juin 1943       | Toulon    | 43 jours  |          |
| 15    | Oblt. Fritz Henning    | 10 juillet 1943   | Toulon    | 12 juillet 1943   | Coulé     | 3 jours   |          |
| Total | Total                  | Total             | Total     | Total             | Total     | 389 jours | 26 251 t |

Note : Oblt. = Oberleutnant zur See - Kptlt. = Kapitänleutnant

### OpérationsWolfpack
L'U-561 opéra avec les Wolfpacks (meute de loups) durant sa carrière opérationnelle.
- Bosemüller (28 août – 2 septembre 1941)
- Seewolf (2-15 septembre 1941)

## Navires coulés
L'U-561 coula 5 navires marchands totalisant 17 146 tonneaux, endommagea 1 navire de 4 043 tonneaux et détruisit un navire de 5 062 tonneaux au cours des 15 patrouilles (389 jours en mer) qu'il effectua.
| Date              | Nom           | Nationalité | Tonnage | Fait         |
| ----------------- | ------------- | ----------- | ------- | ------------ |
| 28 juillet 1941   | Wrotham       | Royaume-Uni | 1 884   | Coulé        |
| 11 novembre 1941  | Meridian      | Panama      | 5 592   | Coulé        |
| 14 novembre 1941  | Crusader      | Panama      | 2 939   | Coulé        |
| 14 mai 1942       | Fred          | Grèce       | 4 043   | Endommagé    |
| 14 mai 1942       | Hav           | Norvège     | 5 062   | Perte totale |
| 14 mai 1942       | Mount Olympus | Grèce       | 6 692   | Coulé        |
| 24 septembre 1942 | Sphinx        | Égypte      | 39      | Coulé        |